# آندرادي
مانويل آلفونسو اندرادي أوروبيزا (بالإسبانية: La Sombra)‏ (ولد في 3 نوفمبر 1989) هو مصارع محترف مكسيكي حاليا متعاقد مع دبليو دبليو إي، ويظهر على دبليو دبليو إي راو، تحت الاسم، اندرادي ، وهو قد حصل على بطولة الإن إكس تي مرة واحدة. صارع أوربيزا سابقا لكونسيجو منديال للوتشا ليبر من 2007 إلى 2015 تحت الاسم لا سومبرا (والذي يعني «الظل» في الإسباني).

## وصلات خارجية
- آندرادي سين ألماس على موقع IMDb (الإنجليزية)
- آندرادي سين ألماس على موقع قاعدة بيانات الفيلم (الإنجليزية)
- آندرادي سين ألماس على موقع دبليو دبليو إي (الإنجليزية)
- آندرادي سين ألماس على موقع CageMatch worker (الإنجليزية)
- آندرادي سين ألماس على موقع قاعدة بيانات المصارعة على الإنترنت (الإنجليزية)
- آندرادي سين ألماس على موقع عالم المصارعة على الإنترنت (الإنجليزية)
- آندرادي سين ألماس على موقع عالم المصارعة على الإنترنت (الإنجليزية)